# Цюй Чуньюй
Цюй Чунью́й (кит. упр. 曲春雨, пиньинь Qū Chūnyǔ; род. 20 июля 1996, Цицикар, Хэйлунцзян) — китайская шорт-трекистка, Олимпийская чемпионка 2022 года в смешанной эстафете, чемпионка мира 2017 года, двукратный бронзовый призёр чемпионата мира на дистанции 500 метров. Участница зимних Олимпийских игр 2018 и 2022 годов.

## Биография
Когда Цюй Чуньюй была совсем маленькой, когда приехала в Бэйань из Цицикара со своими родителями к их родственникам. Там она училась в начальной школе Хэпинь. Её родители были заняты работой каждый день, и Чуньюй занималась катанием на коньках со своим учителем физкультуры. В 1-м и 2-м классах начальной школы учитель физкультуры каждый день водил её кататься на коньках на открытый каток, где она со временем участвовала в региональных соревнованиях.
В возрасте 8-ми лет Цюй Чунью́й поступила в спортивную школу в Бэйане в 2003 году, где и занялась шорт-треком. В 2004 году тренер Цзя из спортивной школы города Хэйхэ обнаружил способности Чуньюй, поэтому он пригласил её в спортивную школу города Хэйхэ для тренировок и начал более формальные тренировки на льду. 4-е года тренировок в спортивной школе заложили прочную основу для последующей карьеры. В 2008 году стала очным студентом Спортивного техникума Хэйхэ и вошла в провинциальную молодежную тренировочную команду.
В 2009 году попала в провинциальную команду Хэйлунцзяна. Во время подготовки провинциальной команды она была отобрана в национальную сборную и национальную молодежную сборную на 2 года. Она дебютировала на международных соревнованиях на зимних Олимпийских юношеских играх 2012 года в Инсбруке. Там она выиграла серебряную медаль в эстафете. В конце 2012 года Цюй Чунью́й прибыла в тренировочный лагерь провинциальной команды.
В начале ноября 2015 года она выиграла две золотые медали на дистанциях 500 и 1000 метров в национальных юношеских соревнованиях и заняла 1-е место как в гонке преследования на 9 кругов, так и в гонке преследования на 4 круга. В том же ноябре Цюй Чунью́й была выбрана в национальную тренировочную команду. 13 декабря 2015 года впервые участвовала на Кубке мира в Шанхае и завоевал бронзовую медаль в беге на 500 м.
21 января 2016 года на 13-х Национальных зимних играх Цюй Чуньюй выиграла на дистанции 500 м. На чемпионате мира среди юниоров в Софии в конце января 2016 года она завоевала бронзовую медаль на дистанции 1500 м, а на 500 м, 1000 м, в многоборье и в эстафете выиграла золотые медали. 5 марта на Гран-при FIS «Суперкубок Шанхая» по шорт-треку Цюй Чунью́й обыграла Линь Юэ и заняла второе место в финале на 500 метров. В заключительный день соревнований она выиграла в беге на 1000 метров. В марте 2016 года на Чемпионате мира в Сеуле стала бронзовым призёром на дистанции 500 метров.
В феврале 2017 года она завоевала серебряную медаль в эстафете на зимних Азиатских играх в Саппоро. В марте она выиграла золотую медаль в эстафете на чемпионате мира в Роттердаме. 29 декабря Цюй Чуньюй выиграла национальный чемпионат на дистанциях 500 метров и 1000 метров. В итоге стала чемпионкой в многоборье и была напрямую включена в олимпийскую сборную Китая.
На зимних Олимпийских играх 2018 года в Пхёнчхане она была восьмой на 1000 м, а также седьмой на 500 м. В марте 2018 года она стала третьей на дистанции 500 метров на чемпионате мира в Монреале. 13 января 2019 года на Кубке Китая в Пекине в составе команды Цюй Чуньюй выиграла в эстафете, а в марте на чемпионате мира в Софии в индивидуальном зачёте она заняла только 20-е место.
В ноябре на Кубке мира в Солт-Лейк-Сити и Монреале одержала победы в двух эстафетах и смешанной эстафете, а также была второй на 500 м и в смешанной эстафете, а через месяц в Шанхае заняла 3-е место на 500 м. В феврале 2020 года на этапе кубка мира в Дрездене вновь стала второй на 500 м и выиграла смешанную эстафету в Дордрехте. В марте из-за пандемии коронавируса соревнования были отменены до начала 2021 года.
4 января 2021 года в финале национального чемпионата на дистанции 500 метров она заняла 2-е место со временем 44,568 сек. В октябре на Кубке мира в Пекине в женской эстафете завоевала золотую медаль, а следом в смешанной эстафете на 2000 метров выиграла золотую медаль в составе команды с мировым рекордом 2:37,747 сек. 10 января 2022 года заняла 1-е место в женской группе B на дистанции 500 м в соревнованиях по отбору к зимним Олимпийским играм 2022 года в Пекине, а 14 января она выиграла в финале на 500 м на 3-м этапе. 15 января 2022 года, после завершения всех трёх соревнований Цюй Чуньюй была отобрана на Олимпиаду.
На XXIV зимних Олимпийских играх в феврале 2022 года в Пекине, в первый день соревнований 5 февраля 2022 года в составе смешанной эстафетной команды завоевала золотую олимпийскую медаль. 

## Награды
- 23 мая 2016 года — награждена муниципальным спортивным бюро Хэйхэ «Четвертой молодежной медалью мая»
- 15 декабря 2016 года — номинирована на премию «Лучший новичок 2016 года»
- 4 января 2017 года — награждена спортивной медалью первого класса
- 19 декабря 2017 года — награждена в номинации «Лучшая комбинация 2017 года» (эстафета)